# Franzorphius franzi
Franzorphius franzi là một loài bọ cánh cứng trong họ Zopheridae. Loài này được Schuh miêu tả khoa học năm 1998.